# 374338 Fontana
374338 Fontana este o planetă minoră (asteroid) din centura de asteroizi. A fost descoperită pe 25 octombrie 2005 la  de Vincenzo Silvano Casulli⁠(d) și a fost numită după Francesco Fontana⁠(d). 
Obiectul prezintă o orbită caracterizată de o semiaxă mare de 2,5386177974926 UAi, o excentricitate de 0,091822929960031, o înclinație de 4,302833133915 ° în raport cu ecliptica.